# Elias White Mutale
Elias White Mutale (ur. 21 listopada 1929 w Cikamutumbie, zm. 12 lutego 1990) – zambijski duchowny rzymskokatolicki, biskup Mansy i arcybiskup Kasamy.

## Biografia
6 września 1964 otrzymał święcenia prezbiteriatu i został kapłanem diecezji Kasama.
3 lipca 1971 papież Paweł VI mianował go biskupem Mansy. Był pierwszym jej ordynariuszem pochodzącym z Zambii. 12 września 1971 przyjął sakrę biskupią z rąk arcybiskupa Kasamy Clemensa P. Chabukasanshi. Współkonsekratorami byli arcybiskup Lusaki Emmanuel Milingo oraz biskup Ndoli Nicola Agnozzi OFMConv.
17 września 1973 ten sam papież mianował go arcybiskupem Kasamy. W latach 1975–1977 abp Mutale był przewodniczącym Konferencji Episkopatu Zambii. W latach 1983–1984 był ponadto administratorem apostolskim stołecznej archidiecezji Lusaki, po odwołaniu kontrowersyjnego abpa Emmanuela Milingo.
Arcybiskupem Kasamy był do śmierci 12 lutego 1990.